# مرقس الثالث
مرقس الثالث كان بطريرك الإسكندرية للروم الأرثوذكس من عام 1180 الي 1209.

## العلاقات مع كنيسة روما
في ذلك الوقت، كان العديد من التجار اللاتينيين قد استقروا في مصر، جنبًا إلى جنب مع الكهنة اللاتين، والسجناء اللاتينيين المحتجزين لدى المسلمين. في عام 1190، كتب مرقس إلى خبير القانون الكنسي البيزنطي من أنطاكية ثيودور بالسامون يسأله رأيه حول ما إذا كان مسموحًا بمواصلة قبول اللاتين في المناولة المقدسة أم لا. على الرغم من أن خبير القانون الكنسي أعطى مرقس إجابة سلبية، إلا أنه رفضها. واصل مَرقُس تذكُّر بابا روما في صلوات القداس وسمح بالمناولة المقدسة لللاتين.